# Paraparchitoidea
Paraparchitoidea is een superfamilie van kreeftachtigen uit de klasse van de Ostracoda (mosselkreeftjes).

## Taxonomie

### Familie
- Paraparchitidae Scott, 1959 †

### Geslachten
- Chamishaella Sohn, 1971 †
- Shishaella Sohn, 1971 †
- Shivaella Sohn, 1971 †